# Vox iuvenalis

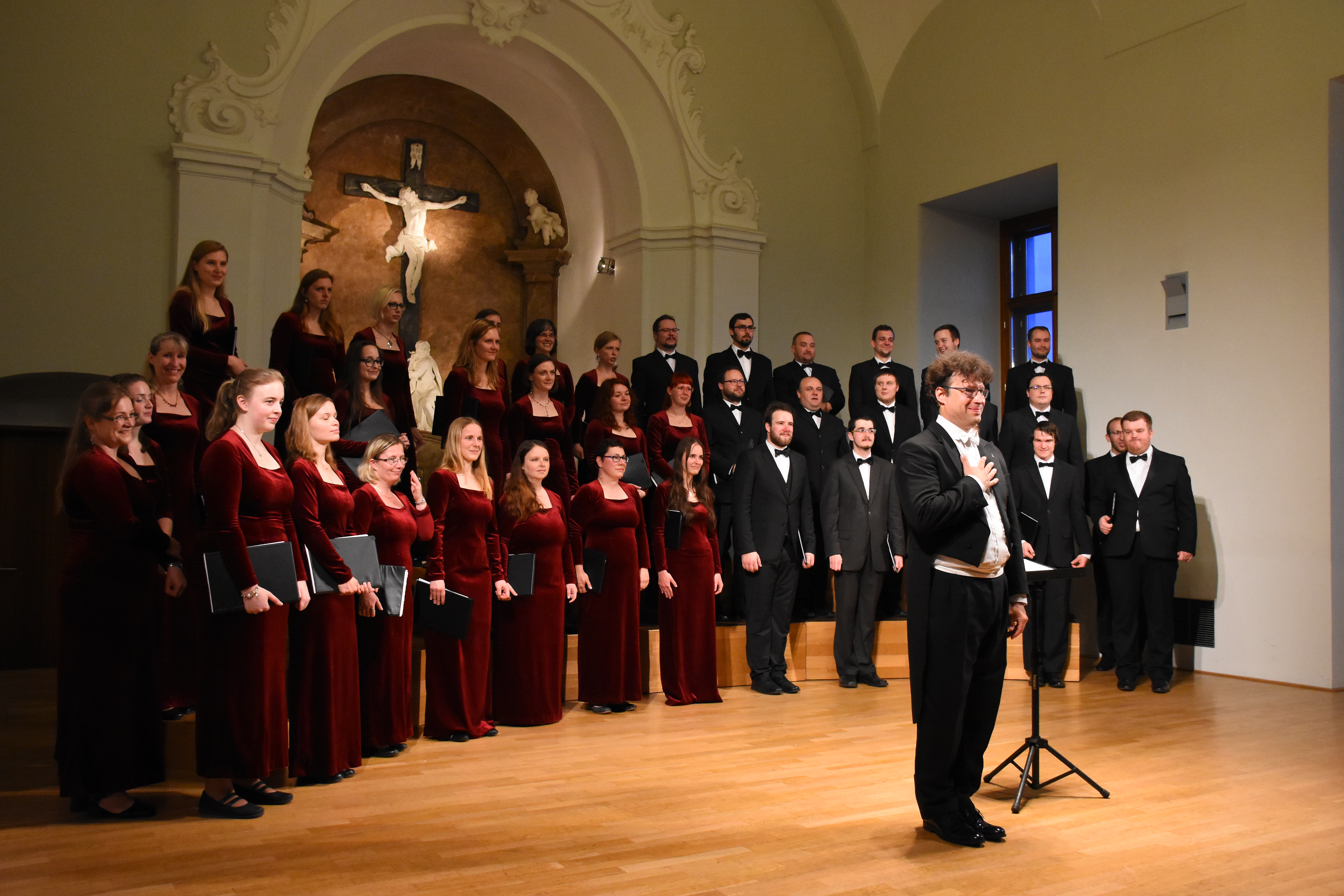
Vox Iuvenalis v roce 2017

Vox Iuvenalis (Hlas mládí) je amatérský smíšený pěvecký sbor působící v Brně pod vedením Jana Ocetka. Mezi jeho členy jsou studenti a absolventi brněnských vysokých škol.

## Historie
Sbor vznikl v roce 1993 jako pokračování absolventů sboru Gymnázia Vídeňská Brno. Od té doby vystupuje doma i v zahraničí, odkud si přivezl četná ocenění z mezinárodních soutěží. Od roku 2000 působí pod záštitou Vysokého učení technického v Brně.

## Projekty a spolupráce
Sbor spolupracoval při tradičních i experimentálních operních a muzikálových představeních:
- Sommer Oper Bamberg: Figarova svatba (W. A. Mozart) 2011, Bohéma (G. Puccini) 2009, Komedianti (R. Leoncavallo), Plášť (G. Puccini) 2007
- Janáček Brno 2010: Šárka (L. Janáček) - světová premiéra původní klavírní verze opery
- Komorní opera HF JAMU: Figarova svatba (W. A. Mozart) 2008
- Ruddigore (A. S. Sullivan) 2007
- Hradby (M. Kux) 2007
- a další.

## Soutěže a festivaly
| Rok  | Soutěž / Festival                                                         | Cena                                                                              |
| ---- | ------------------------------------------------------------------------- | --------------------------------------------------------------------------------- |
| 2012 | Mezinárodní sborová soutěž duchovní hudby Laudate dominum, Vilnius, Litva | 1. cena                                                                           |
| 2008 | Mezinárodní sborová soutěž Canti veris Praga 2008, Praha                  | 2. cena v kategorii smíšených sborů                                               |
| 2007 | Mezinárodní festival sborů a orchestrů mladých YOUNG2007PRAGUE            | 1. cena, zvláštní cena za nejlepší provedení povinné skladby                      |
| 2006 | Mezinárodní festival akademických sborů IFAS, Pardubice                   | 1. cena, zvláštní cena za dramaturgii soutěžního programu                         |
| 2005 | XVII. Medzinárodný festival speváckych zborov TZD, Trnava, Slovensko      | 1. cena, zvláštní cena za dramaturgii                                             |
| 2004 | 7th International Youth choir Festival, Veldhoven, Nizozemí               | 1. cena                                                                           |
| 2003 | Pražské dny sborového zpěvu                                               | 1. cena, zvláštní cena pro sbormistra                                             |
| 2002 | 1st International Choir Festival in Randers, Dánsko                       | 2. cena                                                                           |
| 2000 | Pražské dny sborového zpěvu                                               | 2. cena, zvláštní cena za provedení povinné skladby, zvláštní cena pro sbormistra |

## Diskografie
- EXAUDI DEUS - "hudba starobrněnského kůru" CD natočeno pro Augustiniánské opatství na Starém Brně. Věnováno zejména rané duchovní tvorbě Leoše Janáčka a dalších hudebních skladatelů působících na Starém Brně.
- O lásce - CD věnované českým a slovenským hudebním skladatelům 20. století. Hudba na motivy básní a lidových písní.
- Čas radosti, veselosti - CD věnované Vánocům. Různé úpravy známých i méně známých koled